# Мауро Икарди
Мауро Емануел Икарди Риверо (на испански: Mauro Emanuel Icardi Rivero) е аржентински футболист от италиански произход, нападател, който играе за Галатасарай.

## Кариера

### Ранна
Икарди е роден в Росарио, Аржентина и се премества на Канарските острови в Испания, когато е на 9. Той започва своята футболна кариера с Весиндарио в Гран Канария и вкарва над 500 гола в юношеските гарнтури.
През 2007 г. е силно желан от Барселона и Реал Мадрид, като има и предложения от Валенсия, Севиля, Еспаньол, Депортиво Ла Коруня, Арсенал и Ливърпул. Барселона спечелва подписа на Икарди до 2013 г.
Икарди се присъединява към каталунския клуб в началото на сезон 2008/09 и е част от отбора U-17. Той е в отбора на U-19 през следващия сезон, преди да премине в Сампдория през януари 2011 г. Икарди по-късно заявява, че напускането на Барселона не е лошо решение, убеден, че решението му да продължи е правилно.

### Сампдория
На 11 януари 2011 г. Сампдория потвърждава, че Мауро Икарди е подписал с клуба за наем до края на сезона. След успешен шестмесечен наем в Самп, отбелязвайки 13 гола в 19 мача с примавера отбора, италианският отбор използва възможността да закупи Икарди за 400 000 евро през юли 2011 г., като подписва тригодишна сделка с него.
На 12 май 2012 г. той дебютира в първия отбор срещу Юве Стабия, след като влиза като резерва, за да замени Бруно Форнароли в 75-а минута на мача. 10 минути по-късно, Икарди отбелязва първият си професионален гол, като носи победа с 2:1 за Сампдория.
На 26 септември 2012 г. той прави своя дебют в Серия А за Сампдория срещу Рома, като в 49-а минута заменя Марсело Естигарибия. На 12 ноември отбелязва първия си гол в Серия А в Дерби дела Латерна срещу Дженоа при евентуалната победа с 3:1. На 6 януари 2013 г. той вкарва 2 гола срещу Ювентус за 2:1 като гост. Това е втората загуба на Ювентус на Ювентус Арена.
На 27 януари 2013 г. Икарди отбелязва 4 гола от 6 срещу Пескара Калчо, което отлепя Сампдория от зоната на изпадащите на Серия А. На 18 май, по време на последния мач от сезон 2012/13, Икарди вкарва отново срещу Ювентус, помагайки на отбора да победи бъдещите шампиони на Италия с 3:2 на Стадио Луиджи Ферарис.

### Интер
В края на април 2013 г. е обявено, че Мауро Икарди ще се присъедини към Интер Милано от сезона 2013/14. Сделката е потвърдена и от борда на Сампдория. Сумата по трансфера е 6,5 милиона евро за 50% от правата му. Мауро Икарди официално е оповестен като играч на Интер на 16 юли, заедно с алжирския нападател Ишак Белфодил, където му е даден номер 9. Той казва, че преминаването му в Интер е „сбъдната мечта“, добавяйки, че „той е имал много предложения, но искал само в Интер“.

#### 2013/14
Икарди прави неофициалния си дебют ден по-късно по време на победата с 3:0 срещу Трентино Селект XI, като играе в първото полувреме от победата с 3: 0. Той вкарва първия си гол за Интер при 1:1 в приятелска среща с Хамбургер ШФ, след асистенция от Фреди Гуарин.
На 25 август 2013 г. Икарди дебютира за Интер, като резерва в домакинския двубой 2:0 над Дженоа, като в края на мача удря напречната греда. Отбелязва първия си гол за „нерадзурите“ на 14 септември, след като влиза в игра като резерва в 73-та минута.
Поради контузия, Икарди пропуска повечето от мачовете в първата част на сезона, връщайки се в игра за първия отбор през февруари. На 14 февруари 2014 г. по време на мача срещу Фиорентина на Артемио Франки, Икарди се завръща на терена след 4 месеца и вкарва победен гол само след 10 минути. По-късно, на 5 април, Икарди отбелязва изравнителен гол по време на двубоя 2:2 срещу Болоня. Следващият мач е срещу бившият му отбор Сампдория. Преди мача той е силно освиркан от феновете на домакините, но всичко приключва, когато отбелязва в 13-а минута след подаване от Родриго Паласио, като прави негативен жест.
На 10 май 2014 г. в последния мач на Хавиер Санети, в който Интер побеждава Лацио с 4:1, Икарди вкарва втория гол в мача в 37-а минута след помощ от Матео Ковачич. Той завършва първия си сезон с „нерадзурите“ с 23 мача във всички състезания, включително 22 в Серия А, отбелязвайки 9 гола, средно по един гол на всеки 145 минути.
На 10 юни 2014 г. Интер и Сампдория постигат споразумение за прехвърляне и на другите 50% от правата на Мауро Икарди за още 6.5 млн. евро.

#### 2014/15
На 20 август 2014 г. в първия мач на Интер за сезона срещу исландския ФК Стярнан в първия кръг от плейофите на Лига Европа 2014/15, Икарди открива резултат при победата с 3:0. В ответния мач, той влиза като резерва и вкарва 2 пъти за победа с 6:0 в Милано, за да вкара своя отбор в груповата фаза с общ резултат 9:0.
По време на втория мач за сезона от Серия А на 14 септември, той вкарва вторият си хеттрик в Серия А за 7:0 над Сасуоло.
На 9 ноември Икарди вкарва 2 гола след две атаки от Паласио по време на двубоя 2:2 срещу ФК Верона. Това равенство предизвика уволнението на треньора Валтер Мадзари, който е заменен от завръщащия се Роберто Манчини. На 6 януари 2015 г., в първия мач от втората част на сезона, Икарди вкарва единствения гол за своя отбор по време на равенството 1: 1 срещу Ювентус на Ювентус Арена. По време на този мач той има конфликт със своя партньор в атаката Освалдо, който се разгневява на него, след като Икарди решава да стреля, вместо да подаде на него, който е в по-добра позиция да отбележи. Поради това, Освалдо напуска отбора в края на януари.
В мача срещу Сасуоло като гост, Интер губи с 1:3, като Икарди отбелязва единствения гол за отбора си след грешка от защитата на Сасуоло. След мача той заедно с Гуарин има конфликт с феновете на Стадио Мапей. Те отиват да хвърлят тениските си на феновете, които им ги хвърлят обратно, като ги обиждат. На 7 февруари Икарди вкарва 2 гола в домакинската победа с 3:0 срещу Палермо, отказвайки да празнува. След мача Икарди казва пред медиите, че причината, поради която не празнува, не е конфликтът с феновете, а че не успява да намери начин да поднови договора си с клуба. По-късно той е критикуван от Манчини, че не празнува.
На 11 април отбелязва първия гол по време на победата с 3:0 срещу Верона, като помага на Интер да спечели първата си победа след шест последователни мача. Той вкарва на 2 пъти в последния мач за 4:3 над Емполи и завършва сезона като голмайстор на Серия А с 22 гола заедно с Лука Тони от Верона. Въпреки че Интер не успява да се класира за европейските турнири за първи път от 1999 г. насам, формата на Мауро Икарди привлича вниманието на чуждестранните отбори, но той подписва нов четиригодишен договор в края на сезона.

#### 2015/16: Капитан
Преди началото на сезон 2015/16 е обявено, че Мауро Икарди ще бъде новият капитан на Интер, заменяйки Андреа Ранокия, който губи лентата след лош сезон 2014/15. В първия си мач като капитан, Икарди е заменен след 15 минути по време на мача срещу Аталанта. Икарди заменя Стеван Йоветич, който вкарва гол в третата минута от добавеното време. След прегледите е обявено, че Икарди е претърпял травма на бедрото и пропуска следващия мач срещу Карпи. Той се завръща на 13 септември по време на домакинската победа с 1:0 срещу Киево Верона, помагайки на Интер да спечели четвъртата поредна победа.
Месец по-късно, на 28 октомври след победата с 1:0 над Болоня, където Икарди отбелязва единственият гол след помощ от Адем Ляич, той се оплаква от липсата на пасове към него, обвинявайки съотборниците си. Икарди заявява пред медиите, че: „В десет мача получих четири шанса да отбележа и вкарах три, мисля, че това е добра средна стойност“. След това, той е оставен резерва за следващия мач срещу Рома, където Интер печели отново с 1:0. След мача треньорът Манчини казва, че оставянето на Икарди на пейката е „тактическо решение“, добавяйки, че Икарди „трябва да подобри играта си“. Той се завръща в стартовия състав за следващия мач срещу Торино, където Интер печели още една победа с 1:0.
На 22 ноември 2015 г., в своя 100-тен мач в Серия А, той вкарва при 4:0 над Фрозиноне Калчо, като помага на Интер да направи най-голямата си победа за сезона. В края на годината Икарди е класиран на 82-ро място за най-добър футболист в света от английския вестник The Guardian.
На 6 януари 2016 г. Икарди след асистенция на Иван Перишич от близко разстояние отбелязва единствения гол срещу Емполи, изкачвайки Интер на върха на Серия А. Месец по-късно, на 3 февруари, той вкарва 50-ия си гол във всички състезания при 1:0 домакинска победа над Киево Верона. През февруари 2016 г. от няколко вестника съобщават, че Интер е отхвърлил оферта от 30 млн. евро от Манчестър Юнайтед за Мауро Икарди.

#### 2016/17
Икарди стартира сезона на 21 август, като играе при загубата от Киево с 0:2 в първия кръг и вкарва първият си гол от сезона седмица по-късно по време на равенството 1:1 срещу Палермо у дома. На 11 септември Икарди вкарва и двата гола, срещу новака Пескара Калчо за първата победа на сезона с новия треньор Франк де Бур. Седмица по-късно, в мач от Дерби д'Италия срещу Ювентус, Икарди вкарва изравнителен гол в 68-а минута. Това е 7 гол на Икарди в 8 мача срещу Ювентус, правейки по този начин „бианконерите“ любимия си противник.
На 7 октомври 2016 г. Икарди подписва нов договор с Интер до юни 2021 г. с клауза за откупуване от 110 млн. евро. От новата сделка, Икарди ще спечели € 4,5 милиона на сезон плюс различни бонуси въз основа на неговото представяне, голове и имидж. Малко след подписването на договора, Икарди заявява: „Много съм щастлив, че подписах този нов договор, който ще ме задържи в клуба до 2021 г. Моята мечта е да спечеля трофеи с този отбор“.
В последния мач от 2016 г. Икарди вкарва гол срещу Лацио, за да помогне на Интер да завърши годината на върха в класирането. Той завършва първата половина от сезона с 14 гола и 5 асистенции, като е най-ефективният нападател в първенството, изпреварвайки звезди като Кристиано Роналдо и Лионел Меси. The Guardian го нарежда на 49-о място за най-добър играч в света, което е с 33 позиции нагоре в сравнение с последната година.
На 15 януари 2017 г. в домакинската победа с 3:1 срещу Киево Верона, което е петата поредна победа в първенството, Икарди вкарва 15-ия си гол за сезона, като става първият играч на Интер, който вкарва най-малко 15 гола в 3 последователни сезона след Златан Ибрахимович и Кристиан Виери. На 12 март Икарди вкарва хеттрик срещу Аталанта, което вдига сметката му до 20 гола за сезона.

#### 2017/18
Икарди пропуска голяма част от предсезонната подготовка, след като получава контузия през май. Той е готов за началото на сезона, като отбелязва 2 гола в рамките на 15 минути в първия мач срещу Фиорентина, като Интер печели с 3:0, под ръководството на новия треньор Лучано Спалети. Той повтаря подвига седмица по-късно в Рим, когато Интер обръща резултата, за да спечели с 3:1 над Рома, първа победа на Стадио Олимпико след 9 години.
"Той е капитан на Интер и не е типичният нападател. Винаги съм казвал, че напомня на Златан Ибрахимович, защото има отговорността, той е специален човек и футболист. Страхотен човек и страхотен професионалист."
На 10 септември 2017 г. Икарди отбелязва дузпа срещу СПАЛ 2013, с която записва 76-ия си гол в Серия А за Интер, влизайки в Топ 10 на голмайсторите на Серия А.
По-късно, на 15 октомври Икарди вкарва 3 гола, когато Интер побеждава Милан с 3:2, за да изкачи Интер на второ място. Той става първият играч, който вкарва хеттрик в Дербито на Милано след Диего Милито през май 2012 г. На 18 март 2018 г., Мауро Икарди вкарва 4 гола, включително хеттрик за 14 минути срещу Сампдория, при победата на Интер с 5:0 на стадион Луиджи Ферарис. Освен това той достига 100-тен гол в Серия А и става шестият най-млад играч с този подвиг.
На 22 април, Икарди вкарва гол за победата с 2:1 срещу Киево, който е неговият 26-и гол през сезона, превръщайки се в първия футболист на Интер след Антонио Валентин Анджелило през сезон 1958/59, който прави този подвиг. През следващата седмица, Икарди отбелязва при драматичната загуба на Интер с 2:3 от Ювентус, отбелязвайки 8-ия си гол в 11 мача срещу шампионите.
В последния мач от шампионата срещу Лацио, Икарди спечелва и реализира дузпа, за да изравни резултата в евентуалната победа с 3:2 като гост. Тази победа класира Интер на четвърто място в Серия А, с равни точки с Лацио, но по-напред, поради директните мачове, което означава, че клубът се завръща в Шампионската лига за първи път от 2012 г. С 29 гола, Икарди става голмайстор на Серия А, заедно с Чиро Имобиле от Лацио, подобрявайки предишния си рекорд от 24 гола, поставен в предишния сезон.

#### 2018/19
Икарди започва новия сезон с по-лоша форма, като не успява да отбележи гол в първите шест мача от шампионата. Той също така пропуска мача срещу Болоня поради травма. Икарди изиграва първия си мач в Шампионската лига на 18 септември 2018 г. в откриването на група Б срещу Тотнъм Хотспър, вкарвайки късен изравнителен гол от 25 метра, в евентуалната домакинска победа с 2:1. Неговото попадение е гол на седмицата в Шампионската лига. Във втория мач от групата срещу ПСВ Айндховен, Икарди отново отбелязва за 2:1. По този начин Икарди става първият играч на Интер след Адриано от сезон 2004/05, който отбелязва гол в първите си два мача от Шампионската лига.
Вкарвайки 2 гола при победата с 2:1 над СПАЛ, Мауро Икарди достига кота от 103 гола в Серия А, като се изравнява с Кристиан Виери на 7-о място с най-много голове в Серия А с екипа на Интер. След паузата за националните отбори, Икарди играе и вкарва победния гол срещу Милан, който е под номер 300 за Интер в Дерби дела Мадонина.
Икради играе своя мач номер 200 в Серия А на 24 ноември 2018 г., като играе в последните 13 минути при домакинската победа с 3:0 над Фрозиноне.
На 13 февруари 2019 г., след продължителни преговори с Икарди, Интер съобщава, че ще бъде заменен от вратаря Самир Ханданович като капитан на клуба. В отговор на отнемането на капитанската лента, Икарди отказва да играе в мача от Лига Европа срещу Рапид Виена на следващия ден.

#### 2019/20
През юли 2019 г. е обявено, че Икарди няма да пътува за предсезонното турне на клуба. На 8 август 2019 г. Интер подписва с белгийския нападател Ромелу Лукаку, а на следващия ден му е даден номер 9, носен от Икарди от 2013 г. На 20 август Икарди получава номер 7.

### Пари Сен Жермен
На 2 септември 2019 г. Икарди се присъединява към френския шампион Пари Сен Жермен под наем с опция за закупуване на стойност 70 милиона евро. Той дебютира за ПСЖ от пейката при победата с 1:0 срещу РК Страсбург на 14 септември. На 1 октомври вкарва първия си гол за клуба при победата с 1:0 като гост над Галатасарай в Шампионската лига. На 5 октомври вкарва първия си гол в Лига 1 при домакинска победа с 4:0 над Анже. Икарди прави първия си хеттрик за клуба на 8 януари 2020 г. при победа с 6:1 за Купа на Лигата на Франция над Сент Етиен.
На 1 май Икарди печели първия си клубен трофей, след като ПСЖ стават шампиони на Лига 1, като сезонът е прекъснат на фона на пандемията от COVID-19; по време на преждевременното спиране на лигата, ПСЖ са на първо място, с преднина от дванадесет точки пред втория Олимпик Марсилия. След подновяването на сезона през лятото, Икарди печели Купата на Франция, Купата на Лигата и достига финал на Шампионската лига, в който остава неизползван резерва, въпреки че е водещият голмайстор на отбора в турнира с 5 гола в 7 мача, заедно с Килиан Мбапе. На 31 май Пари Сен Жермен и Интер постигат споразумение за трансфера на Икарди на стойност 60 милиона евро. Икарди подписва четиригодишен договор с ПСЖ.
Икарди пропуска първите два мача от сезона, които са срещу Ланс и Марсилия, поради положителен тест за COVID-19. Той се завръща в игра на 16 септември 2020 г. при победа с 1:0 срещу Мец и вкарва първите си два гола за сезона при победата с 2:0 срещу Стад дьо Реймс на 27 септември. През октомври 2020 г. треньорът на ПСЖ Томас Тухел обявява, че Икарди е получил контузия на вътрешната връзка на коляното.
Завръщането на Икарди в игра е на 28 ноември, когато влиза като резерва в равенството 2:2 в срещу ФК Бордо. Преди следващия мач срещу Манчестър Юнайтед, Икарди претърпява връщане на контузията си. Той трябва да изчака до 9 януари 2021 г., влизайки като резерва при победата с 3:0 срещу Стад Брест 29; той сам отбелязва гол и асистира на Пабло Сарабия. В следващия мач, който е срещу Марсилия за Суперкупа на Франция, Икарди вкарва гол и спечелва дузпа, като ПСЖ побеждава с 2:1. Той е награден за играч на мача. На 19 май Икарди отбелязва първия гол за ПСЖ при победата с 2:0 над Монако във финала на Купата на Франция през 2021 г.
На 7 август 2021 г. Икарди вкарва първия си гол за сезон 2021/22 при победата с 2:1 в лигата над новака Троа. До края на сезона Икарди отбелязва само пет гола във всички състезания, което е най-слабият му резултат в кампания от дебютния му сезон в Сампдория.

### Галатасарай

#### 2022/23: Първоначален наем и титла
Икарди започва сезона в Париж, без да участва в мач за ПСЖ, но е избран за мача срещу Нант за финала на Суперкупата. Треньора Галтие взима решение да остави Икарди извън списъка с футболисти за Шампионската лига.
На 8 септември 2022 г. Икарди подписва едногодишен договор за наем с турския клуб Галатасарай. Той е посрещнат от хиляди фенове, когато каца на летище „Ататюрк“ през същата нощ.
Икарди прави официалния си дебют за отбора на 16 септември 2022 г., влизайки от резервната скамейка при победата с 2:1 срещу Коняспор. Трябва да се отбележи, че той изиграва значителна роля в срещата срещу Аланияспор на 23 октомври, където вкарва първия си гол и допринася с ключова асистенция на Дрис Мертенс, като отбора стига до равенство. Демонстрирайки своето майсторство, Икарди прави още едно добро представяне при триумфа със 7:0 над Истанбул Башакшехир, записвайки един гол и две асистенции. След лека контузия, получена към края на Световното първенство по футбол през 2022 г., аржентинският футболист прави впечатляващо завръщане, като отбелязва и асистира в междуконтиненталното дерби срещу Фенербахче, в рамките на само петнадесет минути игра. Неговата страст и решителност бързо му печелят място в сърцата на феновете. По време на мач срещу Анталияспор на Рамс стейдиъм, песента "Aşkın Olayım", която е посветена на Икарди е пусната, което допълнително затвърждава връзката му с феновете.
На 14 април 2023 г. Икарди отбелязва хеттрик и записва още една асистенция при победата с 6:0 над Кайсериспор. След победа с 4:1 като гост срещу Анкарагюджю на 30 май, в която Икарди отбелязва два гола, Галатасарай си осигурява титлата в Турската суперлига за сезон 2022/23. След това Икарди вкарва в гостуването на Галатасарай срещу Фенербахче на 4 юни, като завършва серия от 13 гола в 9 мача. Това също означава, че той е вкарал във всички дерби мачове, в които участва за своя отбор (срещу Фенербахче и Бешикташ). Икарди приключва кампанията с 22 гола и 7 асистенции.

#### 2023/24: Постоянен трансфер
„Някои играчи имат уникални способности. Моите са да вкарвам голове. Не е тайна. Наскоро достигнах кота от 200 гола и с всеки гол, който вкарам съм искрено доволен от подкрепата на феновете.“
На 28 юли 2023 г. Галатасарай обявява, че Икарди пристига в Истанбул, за да финализира постоянния си трансфер в Турция. На 30 юли той подписва договор за три години с клуба. Съгласно споразумението, Икарди ще получава заплата от €6 милиона на година като сумата за трансфера от €10 милиона ще бъде платена на бившия му клуб Пари Сен Жермен. На 23 август той вкарва своя гол 200 в 375 мача през клубната си кариера, при победа с 3:2 като гост срещу Молде в мач от плейофния кръг на Шампионската лига. На 3 октомври отбелязва победния гол срещу Манчестър Юнайтед, след като пропуска дузпа, при победата с 3:2 на Олд Трафорд в груповата фаза на Шампионската лига, което е първата победа на Галатасарай срещу английски отбор в мач като гост в историята.
На 21 октомври 2023 г. Икарди задминава легендата на Галатасарай Георге Хаджи с 8 гола и става чуждестранният играч, вкарал най-много голове в дербита с фланелката на Галатасарай с 10 гола.

## Национален отбор
През април 2012 г. Икарди получава повиквателна от Италия до 19 г., да играе в приятелски мач срещу Англия, но отказва да приеме поканата, тъй като той иска да играе за Аржентина. Желанието му е изпълнено на 26 юли, когато е повикан от Аржентина до 20 г. да играе в приятелски мач срещу Германия, в който дебютира на 14 август.
Икарди отбелязва първия си гол с Аржентина U20 на 19 август при победа с 2:0 над Япония.
След интереса на мениджъра на националния отбор на Италия, Чезаре Прандели към Икарди, през февруари 2013 г., Икарди заявява желанието си да играе за Аржентина, въпреки че има право да играе и за Италия, заявявайки: „Много съм благодарен на италианския футбол, аз искам да благодаря на Прандели за хубавите думи, които той изрази за мен, но трябва да бъда честен и искрен – аз съм аржентинец, чувствам се аржентинец и винаги съм мечтал да нося екипа на моята нация. В действителност това би било максималното за мен.“
На 15 октомври 2013 г. той изиграва първия си мач за основния отбор, като в 82-минута заменя Аугусто Фернандес при загуба с 2:3 от квалификациите за Мондиал 2014.
През април 2016 г. Икарди е отписан от предварителния отбор на Херардо Мартино за Копа Америка Сентенарио, въпреки че мениджърът на Аржентина го взима по-късно за предварителен отбор на Аржентина до 23 години за летните олимпийски игри в Рио де Жанейро. Междувременно обаче, Интер не пуска Икарди да участва в олимпиадата.
През октомври 2016 г. в Аржентина започва да се предполага, че Лионел Меси стои зад нежеланието на Икарди в националния отбор, поради приятелството му с бившия партньор на съпругата му Макси Лопес. Треньорът на националния отбор Едгардо Бауса заявява, че нещата с Икарди не са свързани с това, че той не е избран за Аржентина и скоро ще получи повикване, добавяйки, че Меси не „диктува“ състава. Той обаче отново отсъства за квалификационните мачове срещу Бразилия и Колумбия през ноември.
На 19 май 2017 г. Икарди получава първата си повиквателна след повече от 3 години от новоназначения треньор Хорхе Сампаоли за приятелските мачове срещу Бразилия и Сингапур през юни. Взима участие и срещу Еквадор на 10 октомври 2017 г.
През май 2018 г. Икарди е обявен в предварителния състав на Аржентина от 35 играчи за Световното първенство по футбол в Русия. По-късно същия месец обаче, скандално той не попада във финалните 23-ма, въпреки че е голмайстор на Серия А с 29 гола, като треньорът предпочита Кристиан Павон пред Икарди.
Икарди вкарва първия си международен гол на 20 ноември 2018 г. при домакинска победа с 2:0 над Мексико. Неговият гол, вкаран само след 71 секунди е четвъртият най-бърз гол в историята на Аржентина. В този мач той печели първия трофей с мъжкия отбор - Копа Адидас 2018.
През май 2019 г. Икарди е включен в предварителния състав от 40 играчи на треньора на Аржентина Лионел Скалони за Копа Америка през 2019 г. По-късно същия месец обаче той е изключен от окончателния състав от 23-ма за турнира.
През няколко периода формата на Икарди спада и впоследствие той е оставен извън състава на Аржентина за Световното първенство по футбол през 2022 г., тъй като не успява да впечатли с Пари Сен Жермен.

## Личен живот
Икарди е женен за аржентинската медийна личност Уанда Нара. Нара е омъжена преди това за бившия съотборник на Икарди Макси Лопес, от когото има 3 деца, но двойката се разделя, след като връзката ѝ с Икарди излиза наяве. Тя и Лопес започват развода през декември 2013 г. Нара и Икарди след това се женят на 27 май 2014 г., не след дълго, след като разводът приключва, на малка церемония в Буенос Айрес, Аржентина. Те имат две дъщери – Франческа, родена на 19 януари 2015 г. и Изабела, родена на 27 октомври 2016 г.
Скандалната природа на брака води до враждебност срещу Икарди в Аржентина, което го прави фаворит на слухове и необосновани твърдения на аржентинските таблоиди. Твърди се, че очевидно генерализираната омраза срещу него е важен фактор срещу това, че не е бил повикан в националния отбор, а дори и призивите за разговори са били силно критикувани от хора като бившата звезда Диего Марадона, който в Twitter критикува брака му с Нара. По време на мач от Серия А от април 2014 г. между Сампдория и Интер, Лопес отказва да стисне ръката на Икарди. 2 години по-късно, Лопес повтаря историята, като отново отказва да стисне ръката на Икарди по време на мач от Серия А срещу Торино.
Икарди е от италиански произход от страна на бащи си, който е с корени от Венеция. Той има италиански паспорт. Част е от корицата на италианската версия на FIFA 16 на EA Sports, заедно със сънародника си Лионел Меси. На 6 декември 2015 г. от Икарди е откраднат часовник Hublot за 29 000 паунда, след като Интер играе с Дженоа.
На 11 октомври 2016 г. Мауро Икарди издава автобиографията си „Semper Avanti“, публикувана от Sperling & Kupfer. Книгата предизвиква противоречия, тъй като той описва инцидент, когато обижда някои фенове на Интер от Курва Норд, което води до показване на банер, който призовава Мауро Икарди да напусне клуба. Той е глобен от клуба и принуден да премахне тази глава от книгата си.

## Отличия

### Отборни
Пари Сен Жермен
- Лига 1: 2019/20,[189] 2021/22
- Купа на Франция: 2020,[190] 2021[191]
- Купа на Лигата на Франция: 2020[192]
- Суперкупа на Франция: 2020,[193] 2022[194]

Галатасарай
- Турска Суперлига: 2022/23[195], 2023/24, 2024/25

### Индивидуални
- Футболист на годината в Серия А: 2018[196]
- Голмайстор на Серия А: 2014/15, 2017/18
- Отбор на годината в Серия А: 2014/15,[197] 2017/18[198]
- Гол на годината в Серия А: 2018[199]
- Отбор на годината в Турската Суперлига: 2022/23[200]